# Gry Kirsti Skjønhaug
Gry Kirsti Skjønhaug (født Solberg den 18. februar 1969 i Oslo) er en tidligere norsk topspiller i badminton. Allerede i 1987 var hun på landsholdet. Hun var også konditor indtil en mel-allergi satte en stopper for karrieren.

## Fortjenester
- Konditorkunst
  - NM i konditorkunst: Sølv i 1994, Guld i 1995. Begge for SAS Scandinavian.
  - VM i konditorkunst:  Nr. 9 i 1995 (Milano) med Kent André Svensson
- badminton
  - NM kvinder double:  
    - Sejre i 1986, 88, 89 og 90 med Marianne Wikdal (begge Fjellhamar)
    - Sejer i 1993 med Sissel Lindenroth,
    - Sejer i 1998 med Monica Halvorsen fra Sandefjord.
    - Sejer i 2002 og 2003 med Sara Blengsli Kvernø (begge Oslo Badmintonklubb).
    - Sejer i 2004, 06 og 07 med Helene Nordland (begge Bygdø).

  - NM-Gull i mixed double:  Sejer i 2001 og 2007 med Sverre Bergland